# 1846
1846 (MDCCCXLVI) je bilo navadno leto, ki se je po gregorijanskem koledarju začelo na četrtek, po 12 dni počasnejšem julijanskem koledarju pa na torek.

## Dogodki
- 2. junij - uradno se odpre prva železniška proga Gradec - Celje, ki je prvi odsek kake železniške proge na Slovenskem.
- 28. junij - Adolphe Sax v Franciji patentira glasbeni instrument, imenovan saksofon.
- 23. september - Johann Gottfried Galle v ozvezdju Strelca odkrije osmi planet Neptun na podlagi Le Verrierjevih in Adamsovih preračunov.
- 16. oktober - William T.G. Morton v Bostonu prvič javno prikaže narkozo z etrom

## Rojstva
- 2. januar - Albert Levičnik, slovenski pravnik († ?)
- 5. januar - Rudolf Christoph Eucken, nemški filozof, nobelovec 1908 († 1926)
- 22. januar - France Remec, slovenski dramatik in prevajalec († 1917)
- 30. januar - Francis Herbert Bradley, britanski filozof († 1924)
- 28. april - Johan Oskar Backlund, švedsko-ruski astronom († 1916)
- 4. julij - Fran Levec, slovenski književni zgodovinar, kritik, urednik († 1916)
- 19. julij - Edward Charles Pickering, ameriški astronom, fizik († 1919)
- 16. september - Seth Carlo Chandler mlajši, ameriški astronom († 1913)
- 21. september - Mihael Kološa, slovenski kmet in pisatelj na Ogrskem († 1906)

## Smrti
- 17. marec - Friedrich Wilhelm Bessel, nemški astronom, matematik (* 1784)